# رباعي فلوريد السيليكون
رباعي فلوريد السيليكون هو مركب كيميائي من عنصري السيليكون والفلور، له الصيغة الكيميائية SiF4، ويكون على شكل غاز عديم اللون في الشروط العادية من الضغط ودرجة الحرارة.

## التحضير
يحضر رباعي فلوريد السيليكون من تفاعل ثنائي أكسيد السيليكون مع حمض هيدروفلوريك:
{\displaystyle \mathrm {4\;HF+SiO_{2}\rightarrow SiF_{4}+2\;H_{2}O} }
كما يمكن أن تتم عملية التحضير من تفاعل حمض سداسي فلوروسيليسيك مع كلوريد الباريوم، حيث يحصل في البداية على BaSiF6، وبالتسخين فوق 300 °س ينتج رباعي فلوريد السيليكون:
{\displaystyle \mathrm {BaSiF_{6}\rightarrow BaF_{2}+SiF_{4}\ } }

## الخواص
يكون رباعي فلوريد السيليكون على شكل غاز عديم اللون، وهو غير سام وغير قابل للاشتعال.
للمركب بنية جزيئية رباعية السطوح، ويبلغ طول الرابطة Si-F مقدار 154 بيكومتر.

## الاستخدامات
يستخدم رباعي فلوريد السيليكون بشكل رئيسي في صناعة أشباه الموصلات في مجال الإلكترونيات، وأيضاً في مجال الاصطناع العضوي.